# La Zarza de Pumareda
La Zarza de Pumareda település Spanyolországban, Salamanca tartományban. La Zarza de Pumareda Masueco, Cabeza del Caballo, El Milano, Cerezal de Peñahorcada, Mieza és Aldeadávila de la Ribera községekkel határos. Lakosainak száma 133 fő (2024).

## Népesség
A település népessége az elmúlt években az alábbi módon változott:
| Lakosok száma | 188  | 168  | 157  | 157  | 159  | 142  | 152  | 144  | 139  | 133  |
|               | 2001 | 2004 | 2007 | 2009 | 2012 | 2014 | 2017 | 2019 | 2022 | 2024 |